# Boril
Boril (bulharsky Борил, datum narození neznámé, † po 1218), pocházející po přeslici z bulharského vládnoucího rodu Asenovců, byl nejdříve bojar, a v letech 1207–1218 bulharský car.

## Bulharsko za prvních Asenovců
Boril se narodil neznámo kdy jako nejspíše starší syn jedné ze dvou sester bulharských carů Theodora – Petra, Asena I. a Kalojana a patřil tedy do vládnoucí dynastie Asenovců, která roku 1185 obnovila na úkor Byzance bulharskou říši a Theodor se prohlásil jako Petr II. (někdy se uvádí IV.) carem. Roku 1187 či 1190 však abdikoval ve prospěch bratra (Ivana) Asena I. (1187/90–1196), který byl však roku 1196 zavražděn. Petra II., který se znovu ujal vlády, potkal stejný osud (1197). Vlády se tehdy ujal rázný Kalojan, který zdvojnásobil rodové državy, většinou na úkor Byzantské říše.

## Boril se ujímá moci a vládne
Roku 1207 byl však Kalojan zavražděn při obléhání Soluně velitelem pomocného sboru Kumánů, se kterým byl patrně spolčen i Boril. Ten využil strýcova zavraždění a oženil se s jeho vdovou kumánského původu, která zřejmě také byla zasvěcena do vraždy mocného cara. Sňatkem získal Boril nárok na trůn a postavil se proti svénu bratranci, synovi cara Asena I. Ivanovi, legitimnímu dědici trůnu. Boril trůn uzorpoval a donutil Ivana i jeho bratra Alexandra uprchnout do exilu (na Haličskou Rus). Boril měl však i tak problémy: jeho bratranec Alexij Slav a bratr Strez vedli proti carovi povstání a ujímali se vlády v různých dílčích oblastech bulharského státu. Boril také, podobně jako Kalojan, válčil s Latinským císařstvím, proti kterému se spojil s nikajským císařem Theodorem I. Laskaridem, avšak latinský císař Jindřich Flanderský spojence roku 1208 porazil. Boril nepokračoval v úspěšné vládě svých strýců – Jindřich na Borilův úkor získal Thrákii a přijal Alexije Slava za svého vazala. Roku 1211 proti Borilovi vypuklo povstání ve Vidinsku, kterého se zřejmě zúčastnili i Asenovcům oddaní sektářští bogomilové. S pomocí uherského krále Ondřeje II. bylo povstání potlačeno. V zimě roku 1211 svolal Boril protibogomilské shromáždění s hojnou účastí, které sám řídil. Bogomilové prezentovali své učení, ale nehodlali ho odvolat. Car proto začal bogomily pronásledovat, věznit a zabíjet. V této době se také Boril rozešel s Nikaiou a naopak uzavřel spojenectví s Jindřichem Flanderským (1213), který i nadále upevňoval svoji moc. Boril se tehdy téměř stal vazalem konstantinopolského panovníka. Naštěstí pro Bulharsko ale Jindřich roku 1216 zemřel a Boril byl na diplomatickém poli osamocen. Rozvratu a anarchie země využili carovi bratranci, Ivan a Alexandr, kteří se vrátili se svými spojenci, mezi které se řadili i Borilem pronásledovaní bogomilové, do vlasti a oblehli hlavní město Tarnovo, které nakonec padlo. Zoufalý Boril se pokusil o útěk, ale byl jat a oslepen. O jeho dalším osudu není nic známo. Novým carem se stal starší ze synů Asena I. Ivan jako Ivan Asen II.

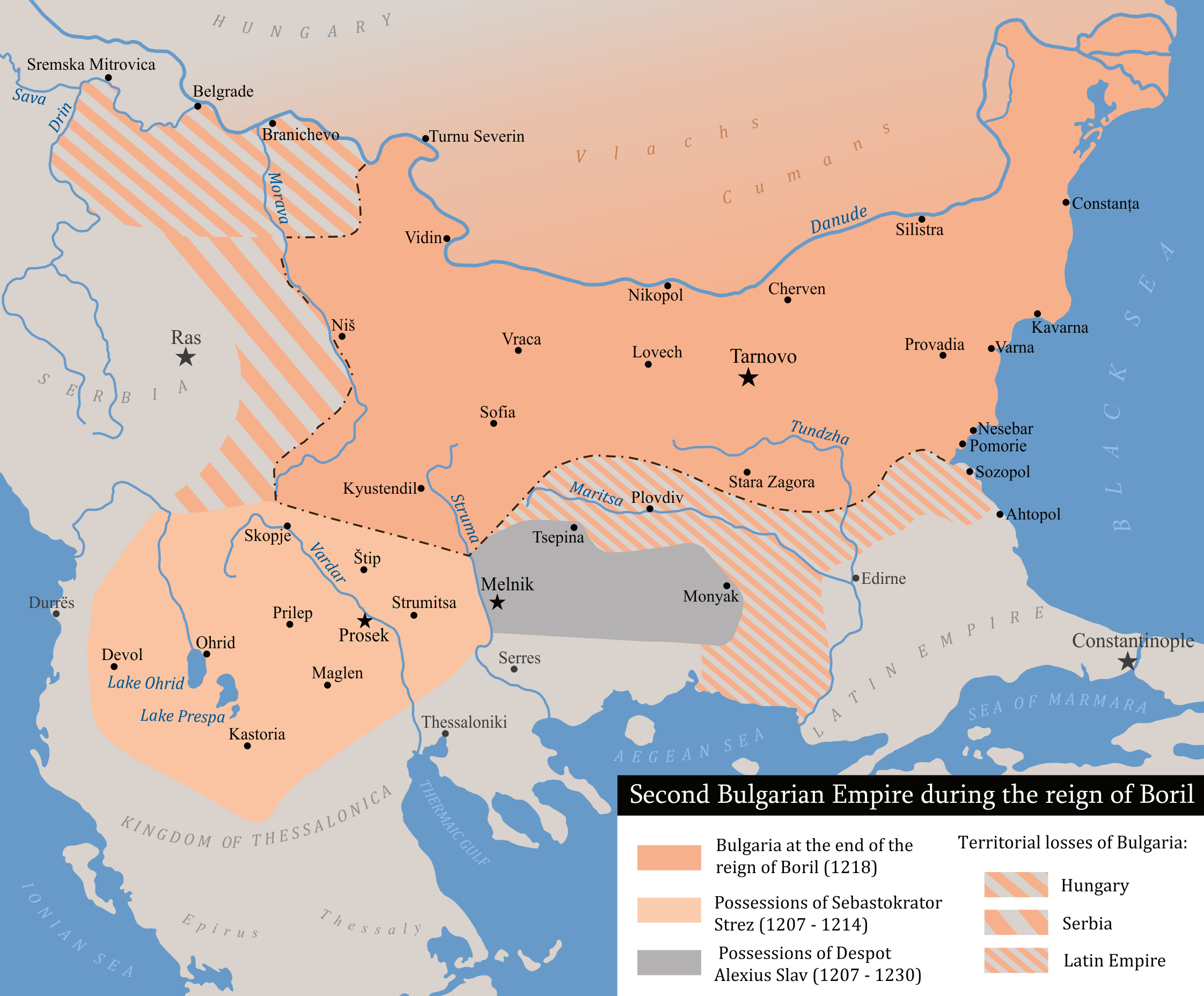
Územní ztráty Bulharska během Borilovy vlády (1207–1218)

## Hodnocení
Borilovo panování bylo pro Bulharsko nešťastné – za jeho vlády byla (ne však definitivně) ztracena část Kalojanových výbojů. Ani v domácí politice nebyl Boril úspěšný – zapříčinil téměř úplný rozvrat země, který zastavilo až Borilovo sesazení bratrancem Ivanem (Asenem II.).